# Joost van Herzeele

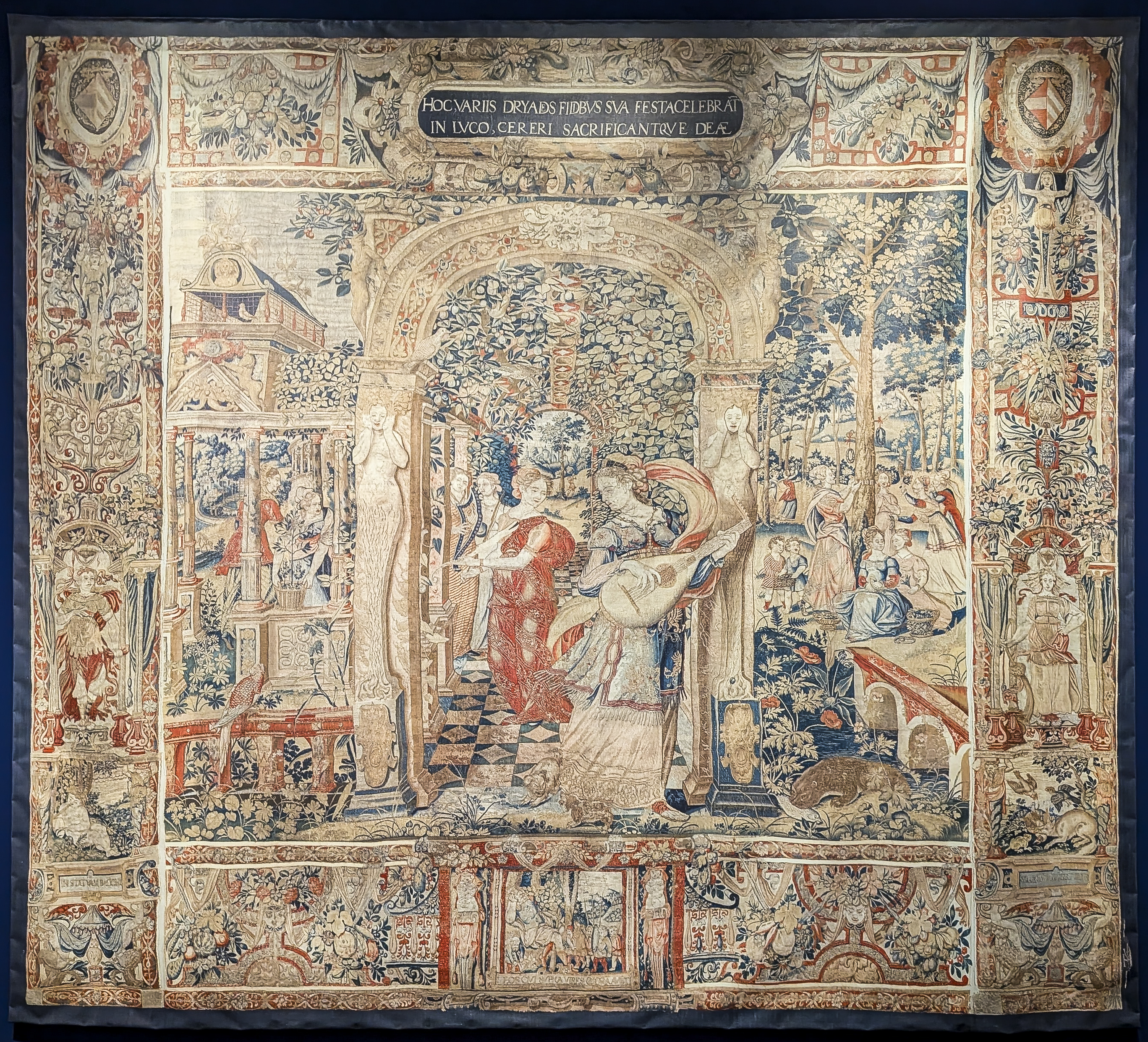
Reproductie wandtapijt Ceres (1559) atelier van Joost van Herzeele

Joost van Herzeele (16de eeuw) was een Vlaams wandtapijtenproducent die vooral actief was tussen 1580 en 1589.

## Biografie[1]
Van Herzeele vestigde zich vanuit Brussel in Antwerpen en had er een atelier waar rond 1580 40 wevers werkten. Margaretha van Parma, landvoogdes, kocht een tapijt van zijn atelier.
Werken van hem hangen in het Palazzo del Quirinale.